# Michał Cieński
Michał Cieński herbu Pomian (ur. 3 lutego 1882 w Stanisławowie, zm. 15 grudnia 1931) – podpułkownik kawalerii Wojska Polskiego, kawaler Orderu Virtuti Militari.

## Życiorys
Urodził się w rodzinie Zbigniewa i Celiny z Zawadzkich. Kształcił się w austriackich szkołach i uczelniach wojskowych. Służył w cesarskiej i królewskiej Armii od sierpnia 1902. W 1913 w stopniu porucznika w szeregach 4 pułku ułanów brał udział w zawodach hippicznych. Brał udział w I wojnie światowej na stanowisku dowódcy szwadronu. Walczył na froncie galicyjskim oraz włoskim. Awansowany na rotmistrza 1 lutego 1918.
U kresu wojny i po odzyskaniu przez Polskę niepodległości został przyjęty do Wojska Polskiego 1 listopada 1918. Pełnił funkcję dowódcy 1 pułku Strzelców Lwowskich od 6 listopada 1918 do 1 lipca 1919 podczas wojny polsko-ukraińskiej. W trakcie obrony Lwowa został członkiem miejskiego Komitetu Narodowej, a podczas walk był dowódcą III odcinka. Po przemianowaniu macierzystej jednostki 8 kwietnia 1919 na 38 pułk piechoty Strzelców Lwowskich pełnił funkcję jej dowódcy od 22 lutego 1920 w stopniu majora. Brał udział w wojnie polsko-bolszewickiej. Za swoje czyny wojenne otrzymał Order Virtuti Militari.
11 czerwca 1920 roku został zatwierdzony z dniem 1 kwietnia 1920 roku w stopniu podpułkownika, w kawalerii, w grupie oficerów byłej armii austro-węgierskiej. Pełnił wówczas służbę w Dowództwie Okręgu Generalnego „Lwów”. 30 lipca 1920 został mianowany dowódcą 5 Pułku Strzelców Granicznych. Został mianowany na stanowisko dowódcy 19 pułku ułanów w garnizonie Ostróg od 27 lutego 1921. Funkcję miał objąć w lipcu lub sierpniu i piastować do września 1921.
3 maja 1922 roku został zweryfikowany w stopniu podpułkownika ze starszeństwem z dniem 1 czerwca 1919 roku i 27. lokatą w korpusie oficerów jazdy (od 1924 roku – kawalerii). Z dniem 10 czerwca 1922 został przeniesiony do rezerwy. Od września 1922 był inspektorem granicy wschodniej w województwie tarnopolskim. W 1923 był zastępcą dowódcy 13 pułku ułanów w Nowej Wilejce. 4 czerwca 1923 został przydzielony do Rezerwy Oficerów Sztabowych Dowództwa Okręgu Korpusu Nr VI. Z dniem 1 marca 1924, w związku z likwidacją Rezerwy Oficerów Sztabowych DOK VI, został przeniesiony do 8 pułku ułanów w Krakowie na stanowisko zastępcy dowódcy pułku. W kwietniu 1924 został przeniesiony do 22 pułku ułanów w Brodach na stanowisko zastępcy dowódcy pułku. W styczniu 1927 został przeniesiony do kadry oficerów kawalerii z równoczesnym oddaniem do dyspozycji dowódcy Okręgu Korpusu Nr VI. Z dniem 30 września 1927 został przeniesiony w stan spoczynku.
W 1928, jako emerytowany podpułkownik zamieszkiwał we Lwowie. Zmarł 15 grudnia 1931. Został pochowany na Cmentarzu Obrońców Lwowa (kwatera XX, miejsce 1830). Nagrobek Michała Cieńskiego został wpisany przez Instytut Pamięci Narodowej do ewidencji grobów weteranów walk o Wolność i Niepodległość Polski.

## Ordery i odznaczenia
- Krzyż Srebrny Orderu Wojskowego Virtuti Militari nr 2710 – 10 sierpnia 1922[15] (udekorowany 17 kwietnia 1921 we Lwowie przez gen. broni Tadeusza Rozwadowskiego)[16]
- Krzyż Niepodległości  – pośmiertnie (4 listopada 1933, za pracę w dziele odzyskania niepodległości)[17][18]
- Krzyż Walecznych
- Krzyż Obrony Lwowa